# Listă de filme românești
Listă de filme românești se poate referi la:
- Listă de filme românești/#
- Listă de filme românești/A
- Listă de filme românești/B
- Listă de filme românești/C
- Listă de filme românești/D
- Listă de filme românești/E
- Listă de filme românești/F
- Listă de filme românești/G
- Listă de filme românești/H
- Listă de filme românești/I
- Listă de filme românești/Î
- Listă de filme românești/J
- Listă de filme românești/K
- Listă de filme românești/L
- Listă de filme românești/M
- Listă de filme românești/N
- Listă de filme românești/O
- Listă de filme românești/P
- Listă de filme românești/Q
- Listă de filme românești/R
- Listă de filme românești/S
- Listă de filme românești/Ș
- Listă de filme românești/T
- Listă de filme românești/Ț
- Listă de filme românești/U
- Listă de filme românești/V
- Listă de filme românești/W
- Listă de filme românești/X
- Listă de filme românești/Y
- Listă de filme românești/Z
- Listă de filme românești de după 1989